# Segunda Categoría de Morona Santiago 2020
El Campeonato Provincial de Segunda Categoría de Morona Santiago 2020 fue un torneo de fútbol en Ecuador en el cual compitieron equipos de la Provincia de Morona Santiago. El torneo fue organizado por la Asociación de Fútbol No Amateur de Morona Santiago (AFNAMS) y avalado por la Federación Ecuatoriana de Fútbol. El torneo debió iniciar en el mes de mayo pero debido a la pandemia de COVID-19 en Ecuador, se atrasó su inicio pero finalmente se decidió que comenzaría el 27 de septiembre y terminó el 18 de octubre de 2020. En el torneo participaron 3 clubes de fútbol del cual al campeón se le entregó un cupo a los play-offs de la Segunda Categoría 2020 por el ascenso a la Serie B, además el ganador del torneo provincial se clasificó a la primera fase de la Copa Ecuador 2021.

## Sistema de campeonato
El sistema determinado por la Asociación de Fútbol No Amateur de Morona Santiago fue el siguiente:
- Se jugó en una sola etapa con los 3 equipos establecidos, fue todos contra todos en partidos de ida y vuelta dando un total de 6 fechas, al final del torneo; el equipo que terminó en primer lugar se clasificó a los play-offs de la Segunda Categoría 2020 y la primera fase de la Copa Ecuador 2021.

## Equipos participantes
| Equipos participantes  | Equipos participantes | Equipos participantes          |
| ---------------------- | --------------------- | ------------------------------ |
|                        |                       |                                |
| Equipo                 | Ciudad                | Estadio                        |
| Super Deportivo Sucúa  | Sucúa                 | Estadio Eddy Coello            |
| Liga Deportiva Juvenil | Macas                 | Estadio Tito Marcelo Navarrete |
| Fútbol Club Yukias     | Macas                 | Estadio Tito Marcelo Navarrete |

## Equipos por cantón
| Cantón                                                 | N.º | Equipos                |
| ------------------------------------------------------ | --- | ---------------------- |
| [[Archivo:\|20x20px\|border\|Bandera de Macas]] Morona | 2   | - LDJ (Macas) - Yukias |
| Sucúa                                                  | 1   | - Super Deport Sucúa   |

## Primera etapa

### Clasificación
|                                                 |    | Equipo             | PJ | PG | PE | PP | GF | GC | DG | PTS |
| ----------------------------------------------- | -- | ------------------ | -- | -- | -- | -- | -- | -- | -- | --- |
| [[Archivo:\|20x20px\|border\|Bandera de Macas]] | 1. | LDJ (Macas)        | 4  | 2  | 1  | 1  | 8  | 5  | +3 | 7   |
| [[Archivo:\|20x20px\|border\|Bandera de Macas]] | 2. | Yukias             | 4  | 2  | 1  | 1  | 6  | 4  | +2 | 7   |
|                                                 | 3. | Super Deport Sucúa | 4  | 1  | 0  | 3  | 2  | 7  | −5 | 3   |

|  | Campeón anual clasifica a los zonales de Segunda Categoría 2020 y a la 1.ª fase de la Copa Ecuador 2021. |

### Evolución de la clasificación
| Equipo / Jornada                                            | 01 | 02 | 03 | 04 | 05 | 06 |
| ----------------------------------------------------------- | -- | -- | -- | -- | -- | -- |
| [[Archivo:\|20x20px\|border\|Bandera de Macas]] LDJ (Macas) | 3  | 2  | 3  | 2  | 2  | 1  |
| [[Archivo:\|20x20px\|border\|Bandera de Macas]] Yukias      | 2  | 3  | 2  | 1  | 1  | 2  |
| Super Deport Sucúa                                          | 1  | 1  | 1  | 3  | 3  | 3  |

### Resultados
| Súper Deportivo Sucúa | 2 - 0  | LDJ (Macas) | Eddy Coello | 27 de septiembre | 16:00  |
| Libre:                | Yukias | Yukias      | Yukias      | Yukias           | Yukias |

| LDJ (Macas) | 3 - 2                 | Yukias                | Tito Navarrete        | 3 de octubre          | 16:00                 |
| Libre:      | Súper Deportivo Sucúa | Súper Deportivo Sucúa | Súper Deportivo Sucúa | Súper Deportivo Sucúa | Súper Deportivo Sucúa |

| Yukias | 1 - 0       | Súper Deportivo Sucúa | Tito Navarrete | 7 de octubre | 12:00       |
| Libre: | LDJ (Macas) | LDJ (Macas)           | LDJ (Macas)    | LDJ (Macas)  | LDJ (Macas) |

| Súper Deportivo Sucúa | 0 - 2       | Yukias      | Eddy Coello | 10 de octubre | 16:00       |
| Libre:                | LDJ (Macas) | LDJ (Macas) | LDJ (Macas) | LDJ (Macas)   | LDJ (Macas) |

| Yukias | 1 - 1                 | LDJ (Macas)           | Tito Navarrete        | 14 de octubre         | 12:00                 |
| Libre: | Súper Deportivo Sucúa | Súper Deportivo Sucúa | Súper Deportivo Sucúa | Súper Deportivo Sucúa | Súper Deportivo Sucúa |

| LDJ (Macas) | 4 - 0  | Súper Deportivo Sucúa | Tito Navarrete | 18 de octubre | 11:00  |
| Libre:      | Yukias | Yukias                | Yukias         | Yukias        | Yukias |

### Campeón
| |
| [[Archivo:\|80px\|border\|Bandera de Macas]]                                                                                          |
| Campeón Liga Deportiva Juvenil 2.° título Clasifica a los zonales de la Segunda Categoría 2020 y la 1.ª fase de la Copa Ecuador 2021. |